# Peribatodes frimbriaria
Peribatodes frimbriaria är en fjärilsart som beskrevs av Stephens 1831. Peribatodes frimbriaria ingår i släktet Peribatodes och familjen mätare. Inga underarter finns listade i Catalogue of Life.